# Liste der Biografien/Nac
Liste der Biografien |
Portal Biografien |
Personensuche
# |
A |
B |
C |
D |
E |
F |
G |
H |
I |
J |
K |
L |
M |
N |
O |
P |
Q |
R |
S |
T |
U |
V |
W |
X |
Y |
Z |
?
 
Na |
Nb |
Nc |
Nd |
Ne |
Nf |
Ng |
Nh |
Ni |
Nj |
Nk |
Nl |
Nm |
Nn |
No |
Nr |
Ns |
Nt |
Nu |
Nv |
Nw |
Nx |
Ny |
Nz
 
Naa |
Nab |
Nac |
Nad |
Nae |
Naf |
Nag |
Nah |
Nai |
Naj |
Nak |
Nal |
Nam |
Nan |
Nao |
Nap |
Naq |
Nar |
Nas |
Nat |
Nau |
Nav |
Naw |
Nax |
Nay |
Naz
Die Liste der Biografien führt alle Personen auf, die in der deutschsprachigen Wikipedia einen Artikel haben. Dieses ist eine Teilliste mit 175 Einträgen von Personen, deren Namen mit den Buchstaben „Nac“ beginnt.

## Nac

### Naca
- Nacache, Alain (* 1972), französischer Rabbiner

### Nacc
- Naccache, Alfred (1887–1978), libanesischer Politiker; Staatspräsident
- Naccache, Georges (1902–1972), libanesischer Journalist und Politiker
- Naccherino, Michelangelo (1550–1622), italienischer Bildhauer
- Nacchianti, Giacomo (1502–1569), italienischer Theologe
- Nacci, Nia (* 1998), US-amerikanische Pornodarstellerin

### Nace
- Naceri, Bibi (* 1968), französischer Schauspieler, Drehbuchautor und Schriftsteller
- Naceri, Samy (* 1961), französischer Schauspieler und FilmproduzentSamy Naceri (* 1961)

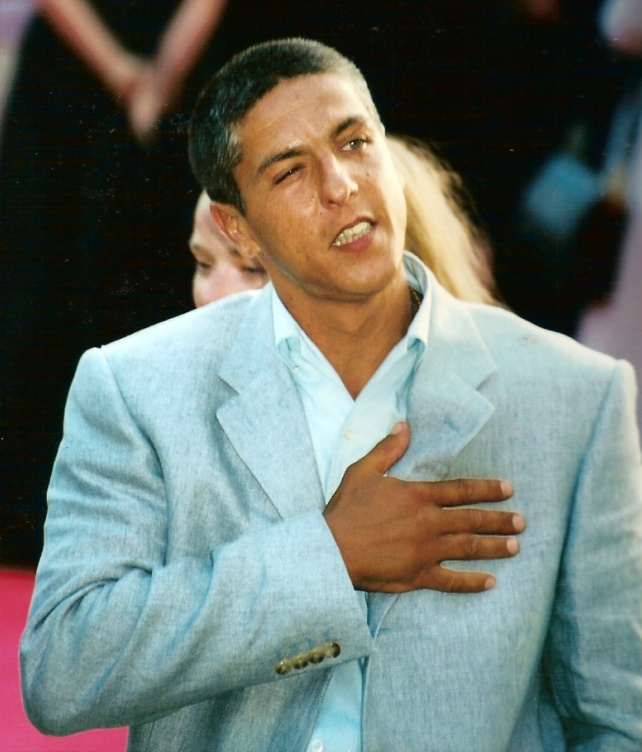
Samy Naceri (* 1961)

- Naceur, Mohamed Arafet (* 1988), tunesischer Beachvolleyballspieler
- Naceva, Gordana (* 1970), nordmazedonische Handballspielerin
- Naceva, Mara (1920–2013), mazedonische kommunistische Politikerin und Partisanenkämpferin
- Načevski, Gjorgji (* 1978), nordmazedonischer Handballschiedsrichter

### Nach
- Nach (* 1976), spanischer Rapper
- Nachama, Alexander (* 1983), Rabbiner und Kantor
- Nachama, Andreas (* 1951), deutscher Historiker, Publizist und Rabbiner
- Nachama, Estrongo (1918–2000), griechischer Sänger, Oberkantor der Jüdischen Gemeinde zu Berlin
- Nachan, Natta (* 1990), thailändische Speerwerferin
- Nachbagauer, Felix (* 2004), österreichischer Fußballspieler
- Nachbar, Arian (* 1977), deutscher Short-Tracker
- Nachbar, Boštjan (* 1980), slowenischer Basketballspieler
- Nachbar, Herbert (1930–1980), deutscher Schriftsteller (DDR)
- Nachbar, Otis (* 1954), deutscher Fußballspieler
- Nachbauer, Gerd (* 1951), österreichischer Kulturmanager
- Nachbauer, Josef Sigmund (1759–1813), österreichischer Oberleutnant
- Nachbaur, Franz (1830–1902), deutscher Opernsänger (Tenor) und Hofkammersänger
- Nachbaur, Franz (1873–1926), deutscher Schauspieler, Regisseur und Intendant
- Nachbaur, Hermann (1883–1951), österreichischer Politiker (LB, VF), Landtagsabgeordneter und Landesrat von Vorarlberg
- Nachbaur, Kathrin (* 1979), österreichische Politikerin (TS), Abgeordnete zum Nationalrat
- Nachbaur, Ulrich (* 1962), österreichischer Historiker und Archivar
- Nachbin, Leopoldo (1922–1993), brasilianischer Mathematiker
- Nached, Rafah (* 1944), syrische Psychoanalytikerin
- Nácher Tatay, José Vicente (* 1964), spanischer Ordensgeistlicher, römisch-katholischer Erzbischof von Tegucigalpa
- Nacher, Ignatz (1868–1939), deutscher Unternehmer
- Nachéz, Tivadar (1859–1930), ungarischer Violinist und Komponist
- Nachi, Hoherpriester des Ptah
- Nachi, Tomitaro (1924–2007), japanisch-deutscher Künstler (kinetische Licht- und Bewegungsobjekte)
- Nachimow, Pawel Stepanowitsch (1802–1855), russischer AdmiralPawel Stepanowitsch Nachimow (1802–1855)

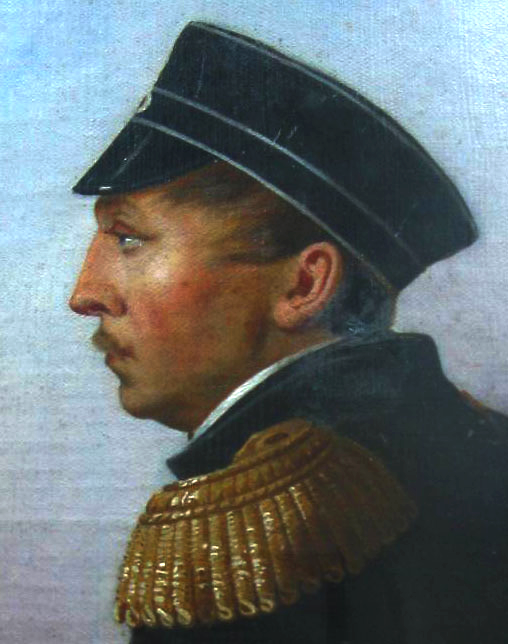
Pawel Stepanowitsch Nachimow (1802–1855)

- Nachimson, Miron Isaakowitsch (1880–1938), russischer Wirtschaftswissenschaftler und Publizist
- Nachimson, Semjon Michailowitsch (1885–1918), russischer Revolutionär
- Nachlader (* 1974), deutscher Musiker und Remixer
- Nachlik, Thomas (* 1972), deutscher Comiczeichner und Illustrator
- Nachman bar Isaak, Rab († 356), Amoräer
- Nachman von Horodenka, chassidischer Rabbiner
- Nachman, Ron (1942–2013), israelischer Politiker
- Nachmanides (1194–1270), jüdischer Gelehrter, Rabbi, Arzt, Philosoph und Dichter
- Nachmann, Eberhard (1919–2006), deutscher Kommunalpolitiker und Jurist
- Nachmann, Fritz (* 1929), deutscher Rennrodler
- Nachmann, Gertrud (1883–1936), Medizinerin
- Nachmann, Kurt (1915–1984), österreichischer Drehbuchautor, Filmregisseur und Schauspieler
- Nachmann, Leslie (* 1979), deutsche Journalistin und Moderatorin
- Nachmann, Martin (* 1985), deutscher Naturbahnrodler
- Nachmann, Otto (1893–1961), deutscher Unternehmer und jüdischer Verbandsfunktionär
- Nachmann, Veronika (* 1988), deutsche Naturbahnrodlerin
- Nachmann, Werner (1925–1988), deutscher Unternehmer, Politiker (CDU) und Vorsitzender des Zentralrats der Juden in Deutschland
- Nachmanoff, Dave (* 1964), US-amerikanischer Folkmusiksänger und Gitarrist
- Nachmansohn, David (1899–1983), deutscher Physiologe und Biochemiker
- Nachmias, Eyal (* 1967), israelischer Schauspieler und Synchronsprecher
- NachnameVorname (* 2006), japanischer Fußballspieler
- Nacho (* 1980), spanischer Fußballspieler
- Nacho (* 1982), spanischer Fußballspieler
- Nacho (* 1990), spanischer FußballspielerNacho (* 1990)

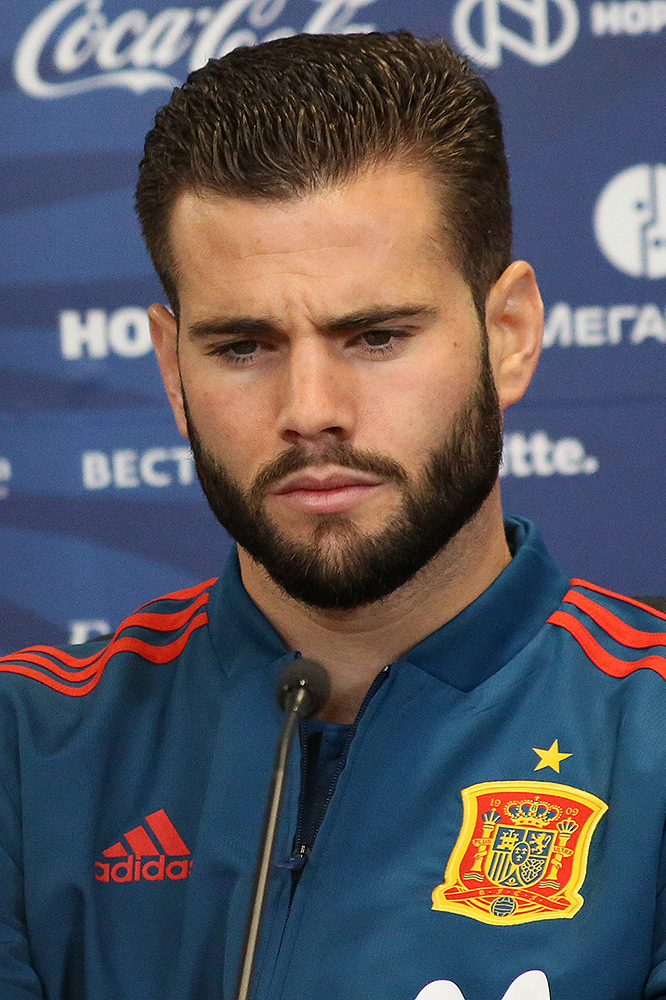
Nacho (* 1990)

- Nachod, Hans (1885–1958), deutscher Klassischer Archäologe, Kunstkritiker, Übersetzer und Renaissance-Forscher
- Nachod, Jacob (1814–1882), deutscher Bankier und Philanthrop
- Nachod, Oskar (1858–1933), deutscher Ethnologe und Japanologe
- Nachoff, Quinsin (* 1973), kanadisch-amerikanischer Jazzmusiker (Tenorsaxophon, Klarinette, Komposition)
- Nachran, Abi Kusno († 2006), indonesischer Regenwaldschützer, Journalist und Politiker
- Nachreiner, Anton (* 1955), deutscher Fußballspieler und -funktionär, Richter
- Nachreiner, Ludwig (1884–1947), deutscher Landrat
- Nachreiner, Michael (* 1974), deutscher Basketballspieler
- Nachreiner, Sebastian (* 1988), deutscher Fußballspieler
- Nachschon, Emmanuel (* 1961), israelischer Diplomat
- Nachshon, Hilla (* 1980), israelische Fernsehmoderatorin und Model
- Nacht, altägyptischer Beamter
- Nacht, altägyptischer Obervermögensverwalter
- Nacht, Eduard (1939–2016), Schweizer Journalist und Webmaster
- Nacht, Maximilian (1881–1973), österreichisch-amerikanischer Anarchist, Journalist und Politikwissenschaftler
- Nacht-Samborski, Artur (1898–1974), polnischer Maler und Hochschullehrer
- Nachtanch, altägyptischer Beamter, Bürgermeister von Schashotep
- Nachtegall, Franz (1777–1847), dänischer Hochschullehrer
- Nachtenhöfer, Kaspar Friedrich (1624–1685), evangelischer Pfarrer und Kirchenlieddichter
- Nachtergael, Georges (1934–2009), belgischer Papyrologe
- Nachtergaele, Bruno (* 1962), belgischer mathematischer Physiker
- Nachtgall, Otmar († 1537), deutscher Humanist, Theologe, Übersetzer und Musiker
- Nachtigal, Gustav (1834–1885), deutscher AfrikaforscherGustav Nachtigal (1834–1885)

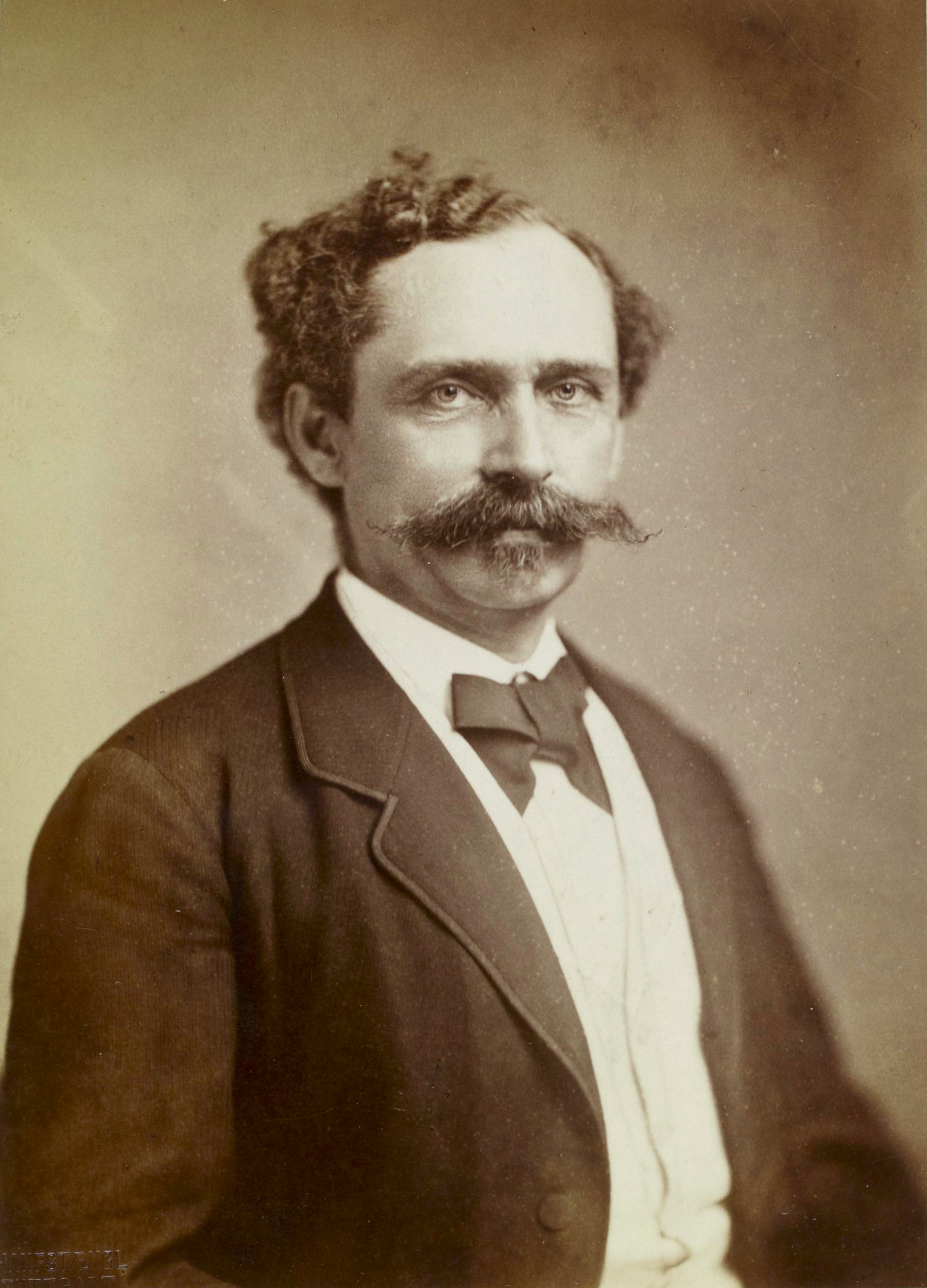
Gustav Nachtigal (1834–1885)

- Nachtigal, Johann Karl Christoph (1753–1819), deutscher Theologe, Philologe, Schriftsteller und Erzählforscher
- Nachtigal, Oskar von (1828–1890), preußischer General der Infanterie
- Nachtigall, Dieter (1927–2010), deutscher Kernphysiker und Physikdidaktiker
- Nachtigall, Günter (* 1930), deutscher Turner
- Nachtigall, Helga, deutsche Rechtsanwältin und ehemalige Schauspielerin
- Nachtigall, Horst (1924–2013), deutscher Ethnologe
- Nachtigall, Ingo (* 1961), deutscher Fußballspieler und -trainer
- Nachtigall, Josef (1904–1964), deutscher Fußballspieler
- Nachtigall, Karl (* 1875), deutscher Verwaltungsjurist und Bezirksoberamtmann
- Nachtigall, Karl (* 1959), deutscher Verkehrswissenschaftler
- Nachtigall, Rainer (* 1941), deutscher Fußballspieler
- Nachtigall, Sophie (* 2004), deutsche Fußballspielerin
- Nachtigall, Werner (1934–2024), deutscher Zoologe, Pionier der Bionik
- Nachtigäller, Christian (* 1968), deutscher Autor
- Nachtigäller, Roland (* 1960), deutscher Kunstwissenschaftler, Ausstellungsmacher und Museumsdirektor
- Nachtkamp, Hans Heinrich (1930–2016), deutscher Wirtschaftswissenschaftler
- Nachtlicht, Leo (1872–1942), deutscher Architekt
- Nachtmann, Clemens (* 1965), österreichischer Komponist und Autor
- Nachtmann, Franz (1883–1942), deutscher Bildhauer
- Nachtmann, Franz Xaver (1799–1846), deutscher Maler
- Nachtmann, Herwig (* 1940), österreichischer Zeitungsverleger und Rechtsextremist
- Nachtmann, Julia (* 1981), deutsche Film- und Theaterschauspielerin
- Nachtmann, Jürgen (1954–2013), deutscher Fußballspieler
- Nachtmann, Otto (* 1942), österreichischer theoretischer Elementarteilchenphysiker
- Nachtmann, Till (* 1973), deutscher Künstler
- Nachtmin, altägyptischer Beamter
- Nachtneith, Königin der altägyptischen 1. Dynastie
- Nachtpaaten, altägyptischer Wesir
- Nachtrieb, Henry Francis (1857–1942), US-amerikanischer Zoologe und Hochschullehrer
- Nachtsheim, Friedrich (1888–1965), deutscher Kommunalpolitiker, Bürgermeister der Stadt Werl
- Nachtsheim, Georg (* 1951), deutscher General
- Nachtsheim, Hans (1890–1979), deutscher Zoologe und Genetiker
- Nachtsheim, Henni (* 1957), deutscher Musiker, Comedian, Schriftsteller und SchauspielerHenni Nachtsheim (* 1957)
- Nachtsheim, Max (* 1984), deutscher Rapper

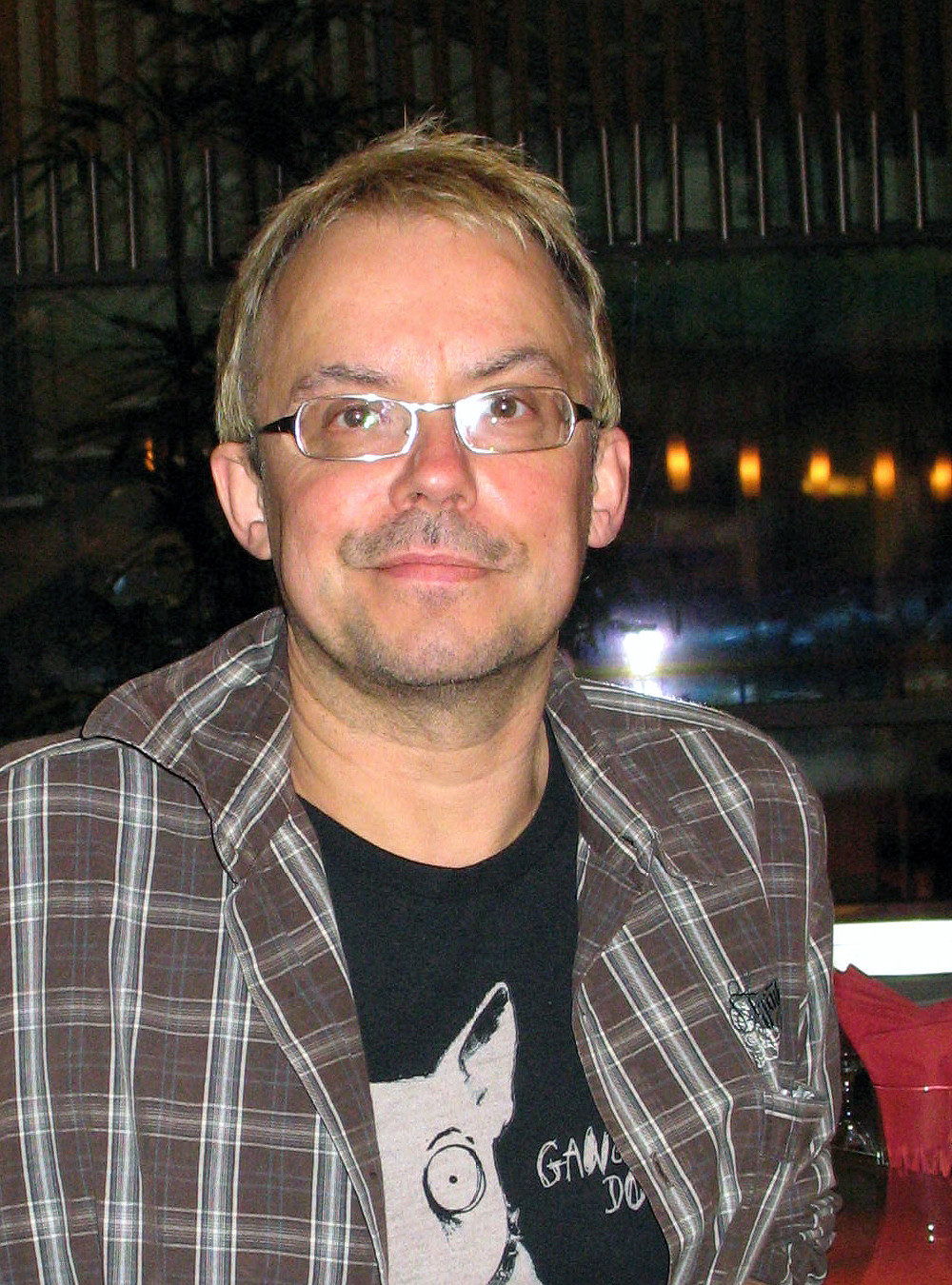
Henni Nachtsheim (* 1957)

- Nachtweh, Alwin (1868–1939), deutscher Maschinenbauingenieur und Hochschullehrer
- Nachtweh, Frederik (1857–1941), niederländischer Maler, Zeichner und Aquarellist sowie Kunstpädagoge
- Nachtwei, Winfried (* 1946), deutscher Politiker (Bündnis 90/Die Grünen), MdB
- Nachtweih, Norbert (* 1957), deutscher Fußballspieler und -trainer
- Nachtwey, James (* 1948), US-amerikanischer Dokumentarfotograf, Kriegsberichterstatter und Fotojournalist
- Nachtwey, Oliver (* 1975), deutscher Volkswirt, Soziologe
- Nachtwey, Walter (1934–2013), deutscher Fußballspieler
- Nachula, Racheal (* 1990), sambische Leichtathletin
- Nachum aus Gimso, jüdischer Gelehrter des Altertums
- Nachum der Meder, Tannait
- Nachum von Tschernobyl (1730–1787), chassidischer Rabbiner und Begründer der Twersky-Dynastie
- Nachum, Rogel (* 1967), israelischer Dreispringer

### Naci
- Naçi, Elvis (* 1977), albanischer Imam, Vorsteher der Tabakëve-Moschee in Tirana
- Nacif, Kamel (* 1946), mexikanischer Geschäftsmann libanesischer Abstammung
- Načinović, Alvaro (* 1966), kroatischer Handballspieler
- Načinović, Veron (* 2000), kroatischer Handballspieler
- Naciri, Mohamed Taieb (1939–2012), marokkanischer Jurist und Politiker
- Nacita, Silas (* 1993), US-amerikanischer American-Football-Spieler
- Nacius, Samuel (* 1987), haitianisch-stämmiger Fußballspieler von den Turks- und Caicosinseln

### Nack
- Nack, Armin (* 1948), deutscher Jurist, Richter am Bundesgerichtshof
- Nack, Emil (1892–1976), österreichischer Sachbuchautor
- Nack, Hans Regina von (1894–1976), österreichischer Schriftsteller
- Nack, Helmut (1922–1983), deutscher Gewerkschafter und Politiker (SPD), MdHB
- Nack, James (1809–1879), US-amerikanischer Dichter
- Nack, Karl Alois (1751–1828), deutscher römisch-katholischer Geistlicher und Theologe
- Nack, Nikolaus (1786–1860), deutscher Kaufmann und Bürgermeisters der Stadt Mainz
- Nacke, Alois (* 1960), deutscher Jurist und Richter am Bundesfinanzhof
- Nacke, Carl (1876–1953), deutscher Bildhauer
- Näcke, Diana (* 1974), deutsche Autorin und Regisseurin
- Nacke, Emil (1843–1933), deutscher Maschinenbau-Ingenieur, Unternehmer im Automobilbau und Weingutsbesitzer
- Nacke, Heinrich († 1461), römisch-katholischer Geistlicher, Rektor der Universität Greifswald
- Nacke, Hermann (1920–2008), deutscher Leichtathlet
- Nacke, Jens (* 1971), deutscher Politiker (CDU), MdL
- Nacke, Johann († 1620), Bremer Steinmetz und Baumeister
- Nacke, Max (1883–1958), deutscher Dichter und Sänger
- Nacke, Otto (1915–2006), deutscher Mediziner mit Schwerpunkt Medizindokumentation
- Näcke, Paul (1851–1913), deutscher Psychiater und Kriminologe
- Nacke, Stefan (* 1976), deutscher Politiker (CDU)Stefan Nacke (* 1976)

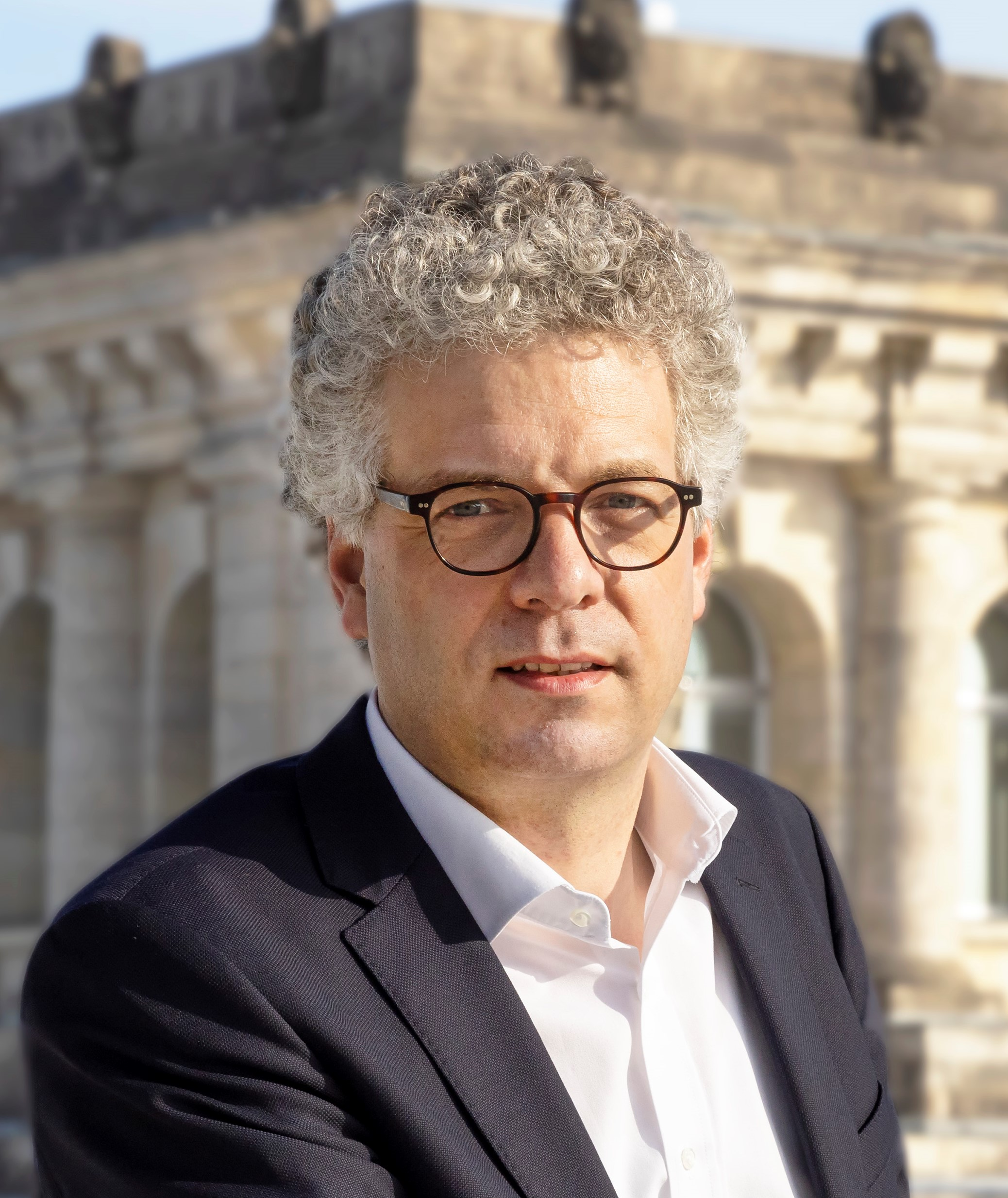
Stefan Nacke (* 1976)

- Nacke-Erich, Gerhard (1912–1984), deutscher Basketballspieler und -funktionär
- Nacken, Amalie (1855–1940), deutsche Philanthropin
- Nacken, Carl (1894–1962), deutscher Lehrer und Landrat sowie Direktor der Landesversicherungsanstalt Westfalen
- Nacken, Franz-Josef (1940–2025), deutscher Fußballspieler
- Nacken, Gisela (* 1957), deutsche Politikerin (Bündnis 90/Die Grünen), MdL
- Nacken, Johanna (1896–1963), deutsche Sozialpädagogin und Werklehrerin
- Nacken, Josef (1860–1922), deutscher Politiker (Zentrum), MdR
- Nacken, Kurt (1908–1964), deutscher Politiker (CDU), MdA
- Nacken, Richard (1884–1971), deutscher Mineraloge und Hochschullehrer
- Nackt, PC (* 1975), deutscher Musiker, Komponist, Produzent und Performer

### Naco
- Naço, Nasip (* 1961), albanischer Politiker (LSI)
- Nacon, Katelyn (* 1999), US-amerikanische Kinderdarstellerin und Singer-SongwriterKatelyn Nacon (* 1999)

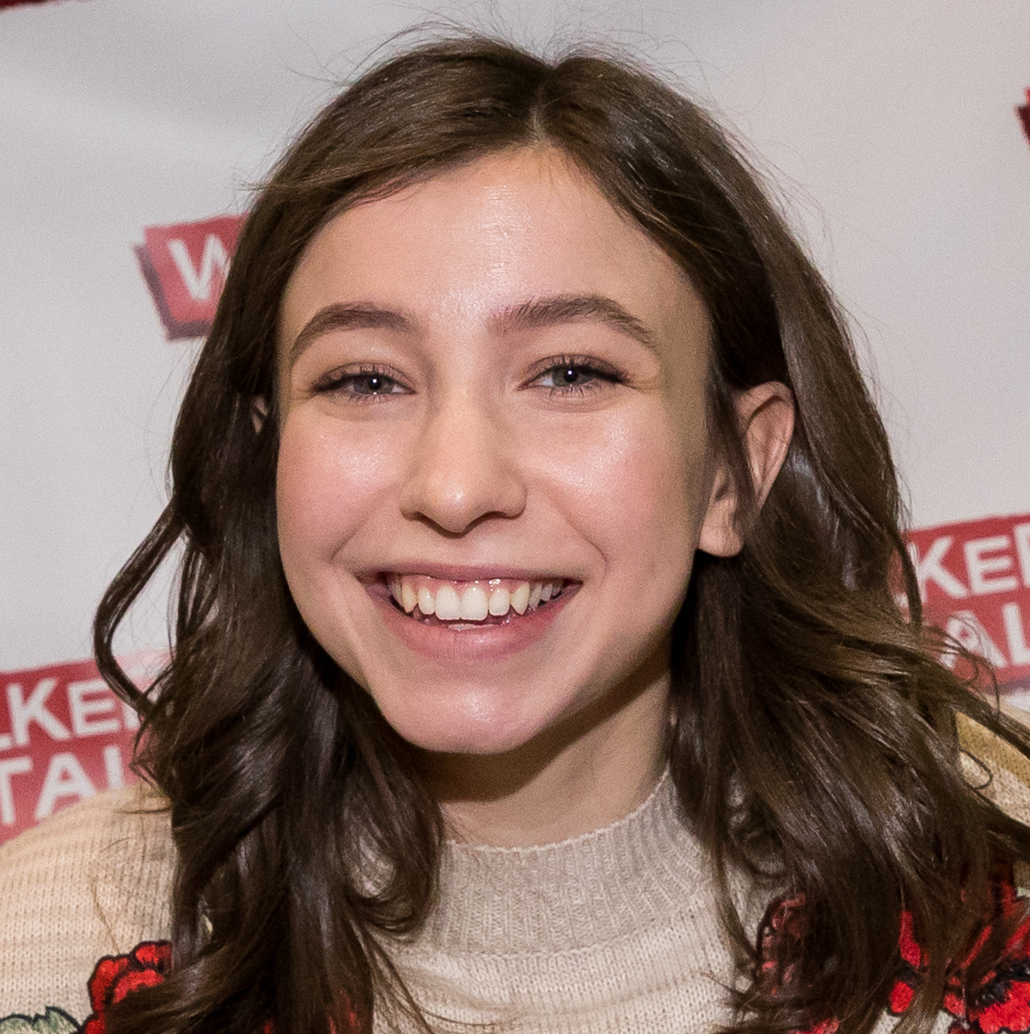
Katelyn Nacon (* 1999)

- Nacos, Brigitte L. (* 1936), deutsch-amerikanische Politikwissenschaftlerin und Publizistin
- Nácovský, Lubomír (1935–1982), tschechoslowakischer Sportschütze
- Nacovsky, Othmar (1931–2009), österreichischer Politiker (SPÖ), Abgeordneter zum Salzburger Landtag

### Nacr
- Nacro, Fanta Régina (* 1962), burkinische Regisseurin

### Nacu
- Nacua, Joseph Amangi (1945–2022), philippinischer Ordensgeistlicher und römisch-katholischer Bischof von Ilagan
- Nacua, Puka (* 2001), US-amerikanischer American-Football-Spieler
- Načuk, Sandra (* 1980), serbische Tennisspielerin